# Aloe sakarahensis
Aloe sakarahensis là một loài thực vật có hoa trong họ Măng tây. Loài này được Lavranos & M.Teissier mô tả khoa học đầu tiên năm 2004.